# تيتوس تورنر
تيتوس تورنر (بالإنجليزية: Titus Turner)‏ هو مغني وكاتب أغاني أمريكي، ولد في 1 مايو 1933 في أتلانتا في الولايات المتحدة، وتوفي بنفس المكان في 13 سبتمبر 1984.

## وصلات خارجية
- تيتوس تورنر على موقع ميوزك برينز (الإنجليزية)
- تيتوس تورنر على موقع أول ميوزيك (الإنجليزية)
- تيتوس تورنر على موقع ديسكوغز (الإنجليزية)